# Larry Wall
Larry Wall (Los Ángeles, 27 de septiembre de 1954) es un programador y escritor, más conocido por su creación del lenguaje de programación Perl en 1987.

## Educación
Consiguió su licenciatura en la Universidad Seattle Pacific en 1976.
Mientras hacía su posgrado en UC Berkeley, Wall y su mujer estudiaron lingüística con la intención ulterior de encontrar un lenguaje no escrito, quizás en África, y crear un sistema de escritura para él. Utilizarían este nuevo sistema de escritura para traducir varios textos en ese lenguaje, entre ellos, la Biblia. Debido a razones de salud estos planes fueron cancelados, y se quedaron en los EE. UU., donde Larry entró a trabajar en el  Jet Propulsion Laboratory de la NASA después de acabar su posgrado.

## Logros
Wall es el autor del programa rn (lector de noticias de Usenet) y del casi universal patch. Ha ganado el International Obfuscated C Code (IOCCC) (concurso internacional de código C ofuscado) dos veces y recibió el FSF Award for the Advancement of Free Software de la Free Software Foundation para el avance del software libre en 1998.
Más allá de sus habilidades técnicas, Wall es conocido por su ingenio y, a menudo, sarcástico sentido del humor, que manifiesta en sus comentarios en el código fuente o en Usenet. Por ejemplo: "Todos estamos de acuerdo en la necesidad del compromiso. Simplemente no podemos ponernos de acuerdo sobre cuándo es necesario comprometernos", "No me gusta hacer cosas estúpidas, excepto si son a propósito", y:

Por ejemplo, es desde hace unas décadas que un cierto conjunto de traducciones de la Biblia aparecieron, y notarás un patrón: la Nueva Biblia Inglesa, la Nueva Biblia Estándar Americana, y la Nueva Versión Internacional, por nombrar unas pocas. Es realmente divertido. Sospecho que seguiremos llamándolas "nuevo esto" y "nueva aquello" dentro de cien años. Como el New College de Oxford. ¿Sabes cuándo fue fundado el New College? ¿Alguna pista? El New College se construyó en 1379.

Es el coautor del libro Programming Perl (comúnmente llamado el libro del dromedario), que es el recurso definitivo para los programadores de Perl; también editó el Perl Cookbook. Sus libros son publicados por la editorial O'Reilly.
La educación de lingüista de Wall está presente en sus libros, entrevistas y conferencias. A menudo compara Perl a un lenguaje natural y explica sus decisiones en el diseño de Perl desde una razón lingüística.  También usa términos lingüísticos para las construcciones del lenguaje Perl, así que en lugar de los términos tradicionales como "variable", "función" y "método mutador" les llama, algunas veces, "sustantivo", "verbo" y "topicalizador".
Su fe cristiana le ha influido en la propia terminología de Perl, como la propia denominación, que proviene de la referencia bíblica "Perla de gran valor" (Evangelio de Mateo 13:46).   Igualmente ocurre con la función bless o la organización de la documentación de diseño de Perl 6 llamados apocalipsis y exégesis. Wall también ha aludido a su fe cuando habla en conferencias, incluyendo una declaración bastante simple de sus creencias en la Conferencia Perl de agosto de 1997 y una discusión de El progreso del peregrino en la YAPC en junio de 2000.
Wall continúa su trabajo desarrollando Perl y sirve como Benevolent Dictator for Life del proyecto Perl. Su rol en Perl se entiende mejor por las dos reglas, tomadas de la documentación oficial de Perl:
1. Larry siempre tiene la correcta definición acerca de cómo debe comportarse Perl. Esto quiere decir que tiene veto final sobre la funcionalidad del núcleo.
2. Larry tiene permitido cambiar, más tarde, sus ideas sobre cualquier materia, independientemente de que anteriormente haya invocado la primera regla.

¿Se entiende? Larry siempre tiene razón, incluso cuando se equivoca.

## Virtudes del programador
En la segunda edición de Programming Perl, Wall (junto con los coautores Randal L. Schwartz y Tom Christiansen) indicó las Tres Virtudes del Programador:
1. Pereza - Es la cualidad que te hace realizar un gran esfuerzo para reducir el total del gasto energético. Te hace escribir programas que ahorren trabajo y que otras personas encuentren útil, y documentar lo que escribes para no tener que responder muchas preguntas sobre él.
2. Impaciencia - La ira que se siente cuando el ordenador se está volviendo perezoso. Esto te hace escribir programas que no solo reaccionan a tus necesidades, sino que se anticipen a ellas. O al menos lo pretendan.
3. Hibris - Orgullo excesivo, es la cualidad que te hace escribir (y mantener) programas de los cuales otras personas no puedan decir cosas malas.